# Tabule (geomorfologie)

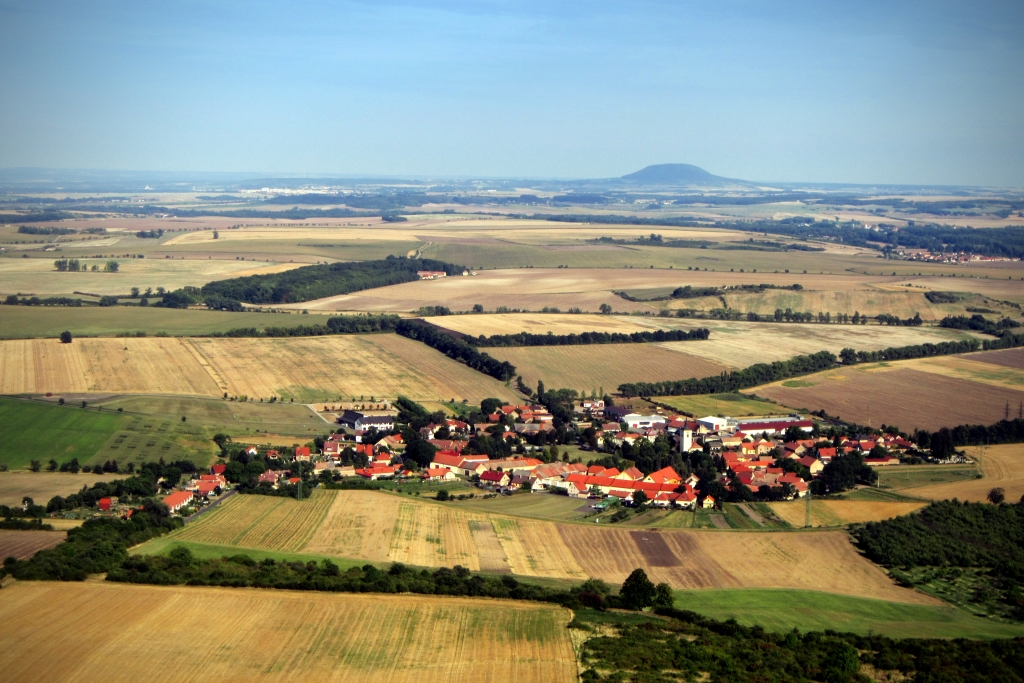
Klapská tabule z Hazmburku, v dáli hora Říp

Tabule je geomorfologický tvar plošinného charakteru. Její georeliéf je podmíněn strukturou geologického podkladu. Vzniká na horizontálně nebo subhorizontálně uložených zpevněných sedimentárních nebo na výlevných vulkanických horninách.

## Charakteristika
Reliéf tabule má převážně nížinný charakter, případně reliéf nížinných pahorkatin. Oproti nížinám je však reliéf tabule členitější s ostřejšími tvary. To způsobily exogenní (vnější) činitele, jimiž byla tabule postupně rozrušována. V některých částech tabulí vznikly strukturní plošiny s okrajovými strukturními stupni, v jiných kaňonovitá údolí, často se stupňovitými svahy, nazývané jako terasy. Tyto litologicky nebo tektonicky podmíněné víceúrovňové stupně se nazývají stupňoviny. Vlivem hluboké eroze uložených vrstev zůstávají v tabulích relikty, nejčastěji izolované pohorky tzv. svědecké hory, jejichž temena leží ve výši původního povrchu. Obdobnými relikty jsou hory s plochým temenem, nazývané stolové, též tabulové hory. Části tabulí tvořené masivními horninami, např. tzv. kvádrovými pískovci, jsou někdy rozrušené kaňony a soutěskami a označují se jako skalní města.

## Výskyt v Česku
V Česku se jako jedna velká tabule definuje geomorfologická subprovincie Česká tabule, územně téměř shodná s geologickou jednotkou Česká křídová pánev, v níž je řada dílčích tabulí, tvořících nižší geomorfologické jednotky.